# Speltjärnarna
Speltjärnarna är varandra näraliggande sjöar i Ånge kommun i Medelpad som ingår i Ljungans huvudavrinningsområde
- Speltjärnarna (Torps socken, Medelpad, 694645-152220), sjö i Ånge kommun, 62°37′44″N 16°14′21″Ö / 62.6289°N 16.2392°Ö (2,64 ha)
- Speltjärnarna (Torps socken, Medelpad, 694701-152203), sjö i Ånge kommun, 62°38′02″N 16°14′04″Ö / 62.6338°N 16.2344°Ö (2,1 ha)